# Modernismo madrileño
Modernismo madrileño es la denominación historiográfica de un estilo artístico desarrollado en la ciudad de Madrid y en algunos puntos de la actual comunidad autónoma a finales del siglo XIX y principios del siglo XX, que se extiende a la arquitectura, la escultura, las artes pictóricas, las artes decorativas y el diseño. Existe también un modernismo madrileño en el terreno de la literatura, al situarse en la capital uno de los núcleos que dan origen a la literatura modernista española.
Forma parte de una corriente general que surge en toda Europa (denominada en cada país como modernismo, art nouveau, Jugendstil, sezession, etc.) y que en Madrid evoluciona con distintos grados de intensidad en función de cada disciplina artística. Mientras que en el ámbito arquitectónico se expresa superficialmente, en un sentido ornamental y ocasionalmente estructural, en la literatura, la ilustración y determinadas artes decorativas, como la vidriera artística y la cerámica, genera focos creativos propios, con una personalidad diferenciada.

## Arquitectura

### Características
La arquitectura modernista madrileña se define eclécticamente, no solo porque se amolda a las corrientes eclécticas que dominan en esos momentos el urbanismo de la ciudad, sino también por la confluencia de modelos franceses, belgas, italianos, vieneses y catalanes. Tales modelos alcanzan en Madrid una materialización preferentemente ornamental, limitada a fachadas e interiores, y apenas tienen una traslación en términos estructurales, de tal manera que, en la mayoría de los casos, los edificios se proyectan a partir de patrones tradicionales, pero con acabados modernistas.
A pesar de ello, se ponen en pie construcciones de gran interés, como el Palacio de Longoria, que Pedro Navascués define como una creación fundamental del movimiento modernista europeo; la Casa de Enrique Pérez Villaamil, que sigue las líneas del arquitecto belga Victor Horta; la Necrópolis del Este, una de las aportaciones más destacadas a la historia del modernismo español y uno de los mejores cementerios de su época; o, en el ámbito escultórico, el Panteón Guirao, obra cumbre del arte funerario.
El modernismo madrileño se caracteriza también por una menor profusión decorativa que en otras zonas, rasgo que ciertos autores vinculan a la sobriedad arquitectónica de la ciudad, heredada de la dinastía de los Austrias, sin olvidar la influencia clasicista de la Real Academia de Bellas Artes de san Fernando o el sólido arraigo del eclecticismo arquitectónico.
Aunque el movimiento modernista ha dejado en Madrid numerosas obras, en gran parte desaparecidas, su historiografía ha quedado ensombrecida por la pujanza e importancia del modernismo catalán. En la actualidad se conservan unos doscientos inmuebles de este estilo, entre palacios, viviendas comunitarias, colonias (ciudades-jardín), edificios industriales y comerciales, puentes, infraestructuras hidráulicas, templos religiosos y recintos funerarios.

### Evolución

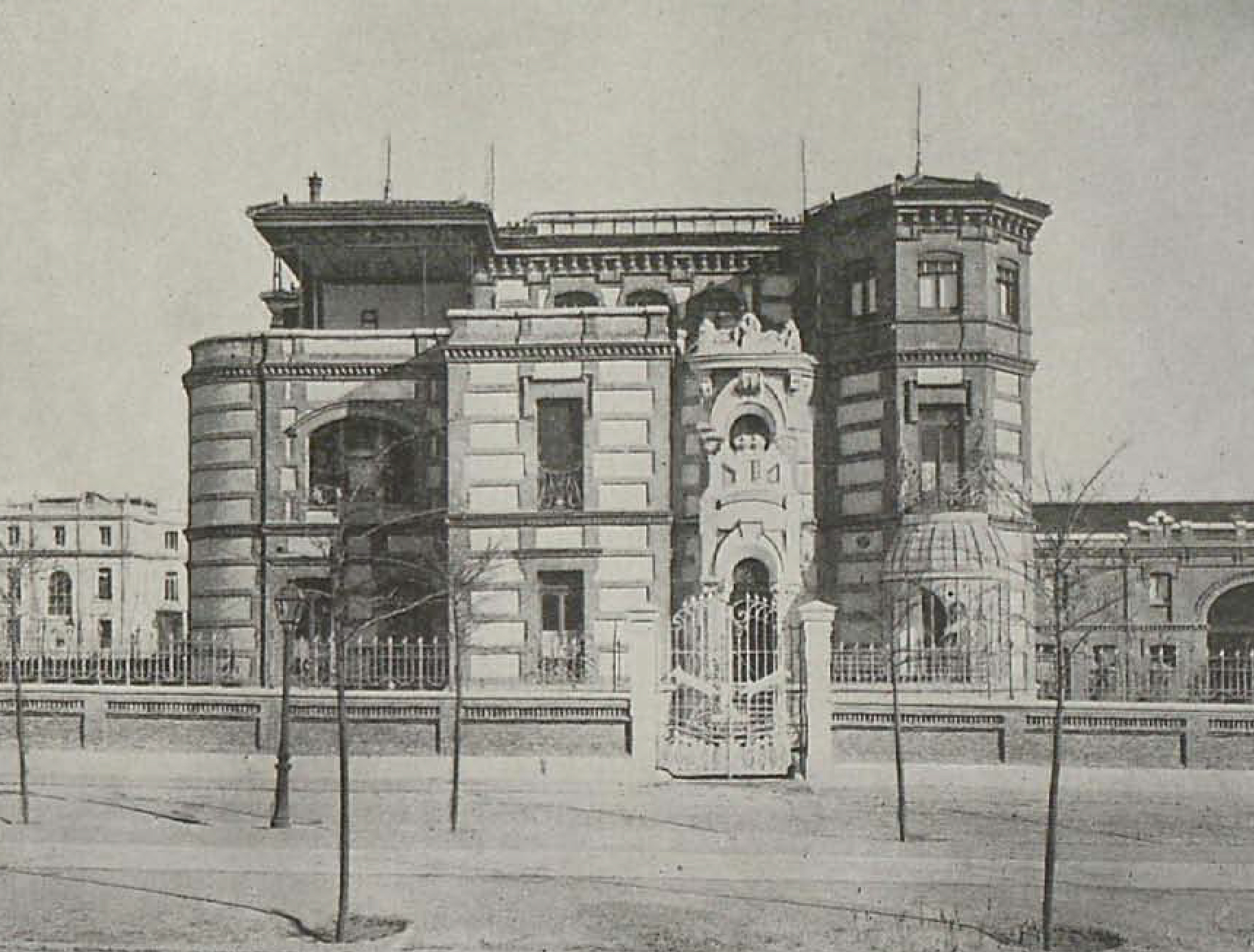
Hotel-estudio de Félix de la Torre en la calle de Velázquez, ecléctico, con rasgos modernistas.

Para los investigadores Óscar da Rocha Aranda y Ricardo Muñoz Fajardo, la arquitectura modernista madrileña se desarrolla a lo largo de tres etapas bien diferenciadas, que cubren los últimos años del siglo XIX y las dos primeras décadas del XX. La primera de ellas, que puede fecharse desde 1896 hasta 1904, significa la tímida introducción y posterior clarificación del estilo, dentro de un entorno arquitectónico en el que prevalece el eclecticismo. Entre 1905 y 1914 se produce un periodo de apogeo, tras el cual sobreviene un modernismo pervivencial, que se extiende desde 1915 hasta 1923.

#### Primera etapa (1896-1904)

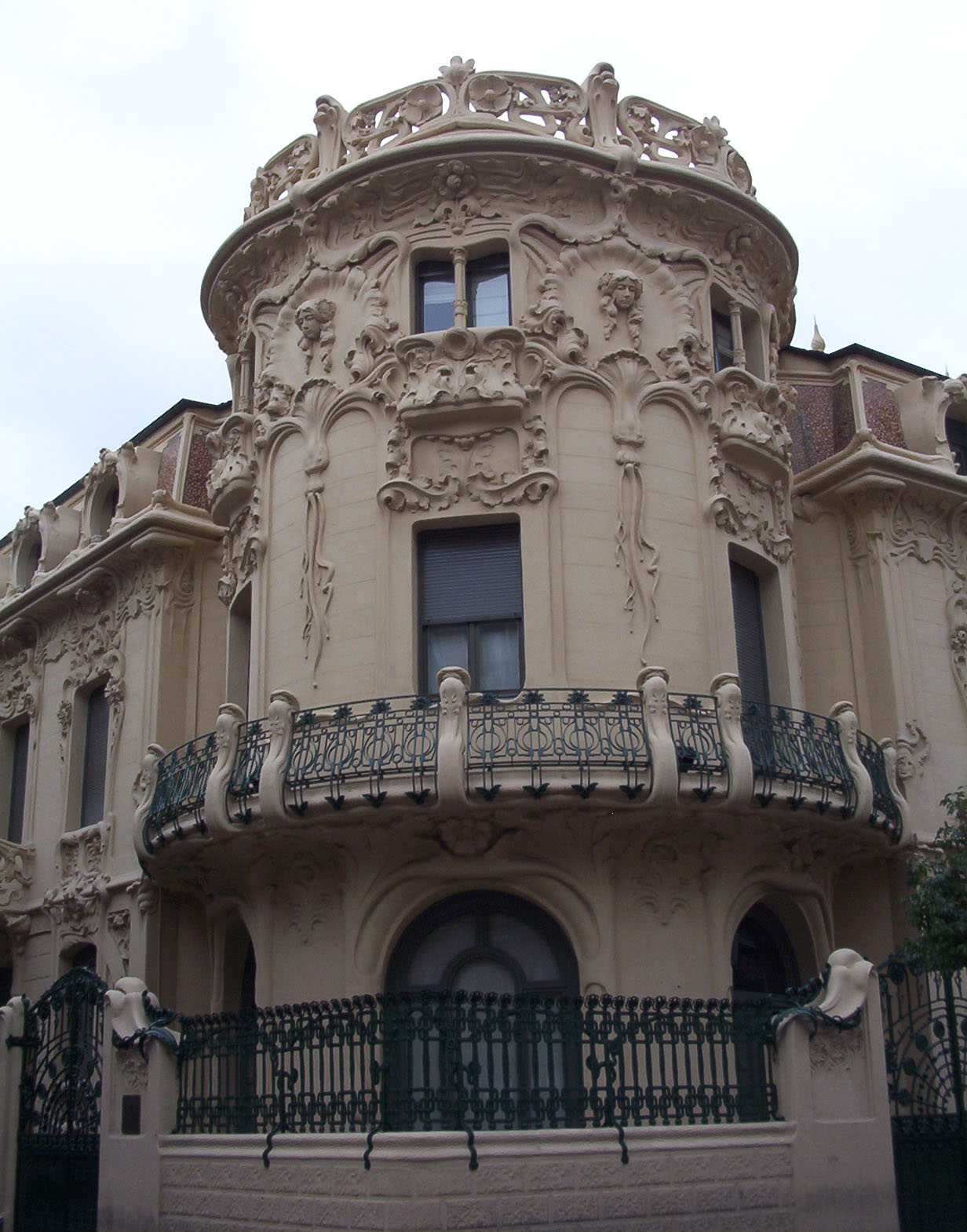
Palacio de Longoria.

Las primeras manifestaciones modernistas en la capital surgen en 1883 en el seno de las artes pictóricas, con el aislado precedente de las pinturas del Salón de Actos del Ateneo de Madrid. Pero no es hasta finales del siglo XIX cuando el movimiento toma cuerpo, al levantarse en 1896 la sede de la revista Blanco y Negro, una de las primeras construcciones de la ciudad que incorporan una ornamentación modernista, y que, según Da Rocha y Muñoz, marca el arranque del modernismo madrileño, si bien todavía circunscrito al ámbito de las artes decorativas. Le sigue en 1899 el edificio situado en el número 22 de la calle del Barquillo, cuyo zaguán se adorna también con motivos art nouveau.
En los años siguientes las corrientes modernistas penetran en la arquitectura de manera aún más contundente, con proyectos que se inspiran tanto en el secesionismo como en modelos franceses y belgas (raras veces en el modernisme catalán), que se introducen en la capital a raíz de la Exposición Universal de París de 1900. A juicio de Pedro Navascués, este evento resulta decisivo para el desarrollo de la arquitectura modernista madrileña, no solo porque ejerce una influencia directa, sino también porque en él se designa a Madrid como sede del VI Congreso Internacional de Arquitectos, que tiene lugar en 1904, con el modernismo como tema principal.
Uno de los precursores es el arquitecto Antonio Farrés Aymerich, quien se adscribe al estilo a partir de 1901, si bien de un modo superficial, con tres edificios de viviendas ubicados en la calle de Valenzuela (la llamada Casa de Tomás Salvany), la calle de Alcalá con esquina a la de Pedro Muñoz Seca y la confluencia de las calles de Sagasta y de Francisco de Rojas. También en 1901 se diseña otro inmueble pionero, de autor desconocido, que se encuentra en el número 3 de la avenida de la Albufera y que destaca por los exuberantes adornos pétreos de su balaustrada y mirador central.
En 1902 se ponen en marcha tres obras fundamentales, de gran calidad arquitectónica, que, a diferencia de las anteriores, asumen los postulados modernistas de forma integral, con un sentido compositivo, espacial y estructural, y no meramente decorativo: el Panteón de José de la Cámara, de Benito González del Valle; la Casa de la marquesa de Villamejor, de Manuel Medrano Huetos; y el Palacio de Longoria, de José Grases Riera. A ellas se suma el desaparecido hotel-estudio que Félix de la Torre y Eguía construye entre 1902 y 1905, en la calle de Velázquez, donde se combinan influencias tradicionales con rasgos modernistas.
Da Rocha y Muñoz establecen el final de esta etapa en 1904, coincidiendo con la inauguración del Palacio de Longoria, sin duda la creación más relevante de este periodo, y con el citado Congreso Internacional de Arquitectos, al que se añaden otros dos eventos que, según se comenta más adelante, también resultan clave para la propagación del movimiento.
| Obra                                       | Autor                                                                    | Fecha     | Descripción | Imagen |
| ------------------------------------------ | ------------------------------------------------------------------------ | --------- | --- | ------ |
| Panteón de José de la Cámara (Madrid)      | Benito González del Valle (arquitecto)                                   | 1902      | La arquitectura funeraria madrileña asimila los principios modernistas de manera muy temprana. En los panteones de Paula Bravo (1901), de la familia Esteban de la Peña (1901) y de José Mario Echarri (1902), todos ellos situados en la Sacramental de san Justo, se advierte un incipiente secesionismo, que ya se asume plenamente en el de José de la Cámara (1902), perteneciente también al citado cementerio. La fuerza expresiva de esta última obra radica en su contundente volumetría, conseguida por medio de una sencilla estructura que se cubre a dos aguas y en el tratamiento que realiza de los materiales pétreos. Además de la inspiración secesionista, hay una influencia francesa en el empleo de arcos arriñonados y el diseño de la rejería. |        |
| Casa de la marquesa de Villamejor (Madrid) | Manuel Medrano Huetos (arquitecto)                                       | 1902-1904 | Ubicado en la calle del Maestro Victoria, este antiguo edificio de viviendas, promovido por la marquesa de Villamejor, casi no posee rasgos modernistas, debido a las radicales reformas llevadas a cabo para su conversión en hotel, que han supuesto la práctica desaparición de una de las obras clave del primer modernismo madrileño. En los planos originales se observa una composición simétrica, con un eje axial que articula todo el conjunto y del que arrancan distintos elementos vinculantes que envuelven la fachada. Del proyecto primitivo solo se conservan algunas rejas y la portada principal, labrada con formas vegetales. |        |
| Palacio de Longoria (Madrid)               | José Grases Riera (arquitecto)                                           | 1902-1904 | Emplazado en la calle de Fernando VI, este palacio se construye a iniciativa de José González Longoria, con una finalidad no solo residencial (planta alta), sino también comercial, como sede de su negocio bancario (planta baja). Se trata de una de las grandes obras del modernismo europeo, consideración que Pedro Navascués justifica en su capacidad para adaptar el lenguaje modernista a la arquitectura palaciega urbana; en su libertad expresiva a la hora de diseñar los alzados y perfiles de las fachadas; en el tratamiento intimista que reciben las fachadas posteriores, concebidas como una transición hacia el jardín, con sus curiosas columnas-palmera; y en el empleo del hierro a efectos tanto decorativos como estructurales. Mención especial merece la escalera imperial interior, influida por modelos franceses, que presenta un efectista desarrollo bífido a partir de la mezcla del mármol, el bronce, el hierro y el vidrio. |        |
| Casa de Ruiz de Velasco (Madrid)           | José López Sallaberry (arquitecto) Francisco Andrés Octavio (arquitecto) | 1904-1906 | Francisco Andrés Octavio redacta el primer proyecto, a partir de patrones convencionales, que José López Sallaberry transforma posteriormente. Este último concibe una fachada decididamente modernista, que, no obstante, hereda del diseño inicial su gusto por el equilibrio y la simetría. Destacan los motivos naturalistas de la decoración, a base de flores y tallos entrelazados, junto con las formas ondulantes que se contornean sobre los vanos, las balaustradas, las cornisas, los pináculos, las columnas o los miradores de fábrica. El edificio, situado en la calle Mayor, toma su nombre de sus promotores, los empresarios textiles Bonifacio y Pablo Ruiz de Velasco, quienes se reservan la planta baja para instalar su tienda. |        |

#### Segunda etapa (1905-1914)

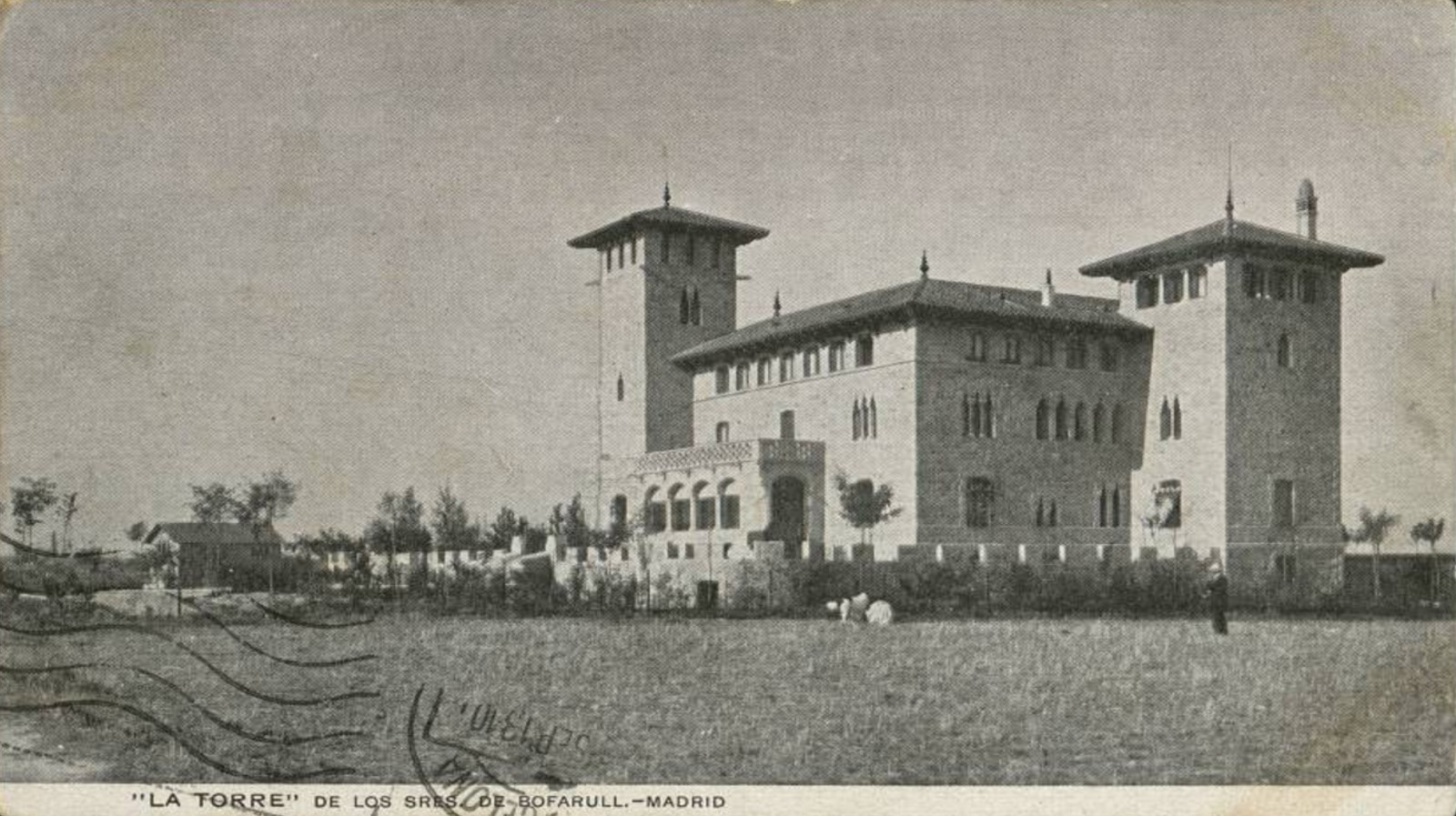
La Torre de los señores de Bofarull hacia 1913.

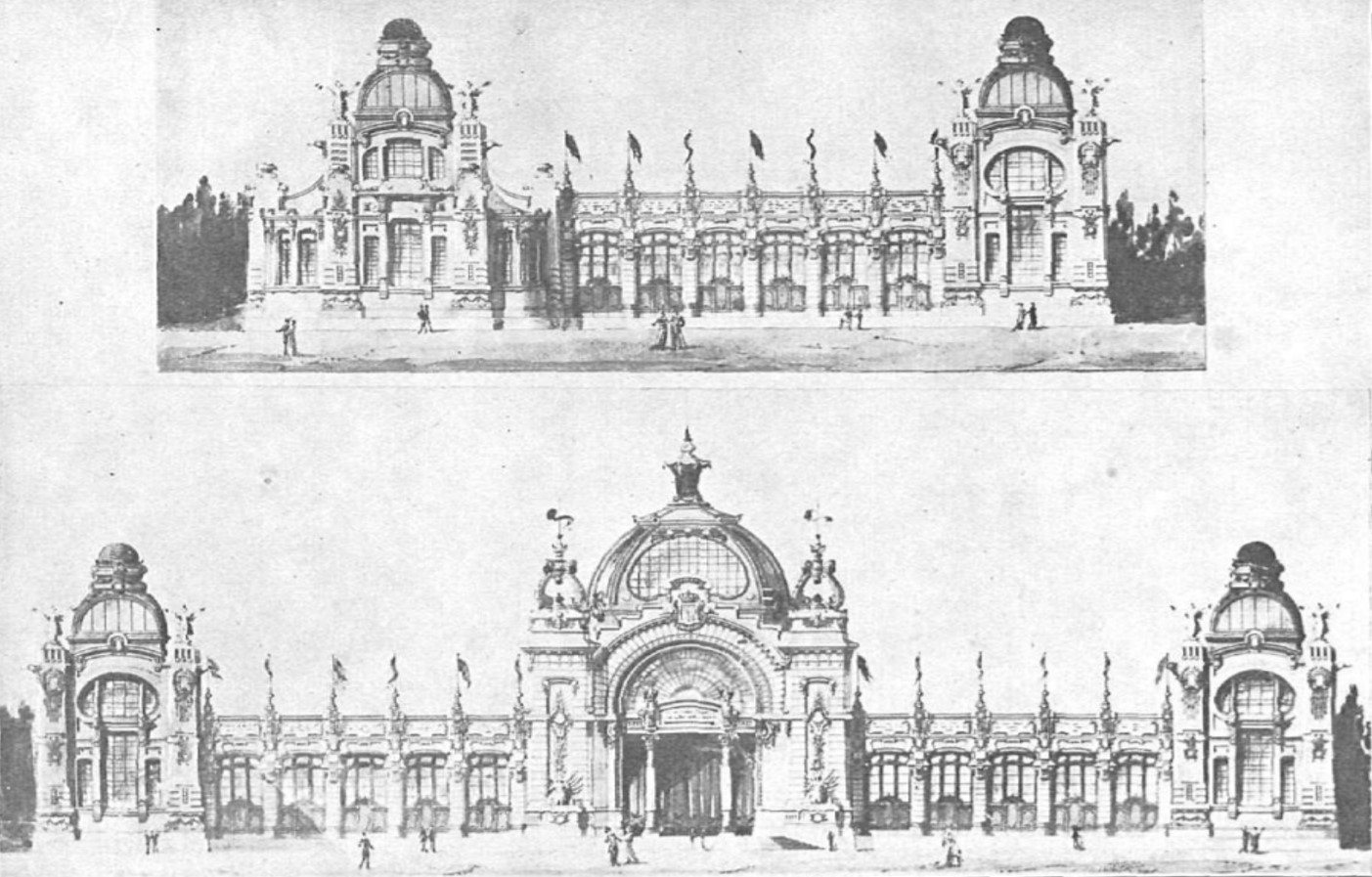
Alzado del Palacio Central de la Exposición de Industrias Madrileñas [1907).

La segunda etapa comienza en 1905, un año después de concurrir en Madrid tres acontecimientos que contribuyen a la difusión del movimiento por toda la ciudad: 
- El VI Congreso Internacional de Arquitectos, que lleva hasta la capital a prestigiosos arquitectos de todo el mundo, para debatir, de manera casi monográfica, sobre el alcance y conveniencia del lenguaje modernista. Se celebra en el Ateneo de Madrid y entre los asistentes figuran el belga Franz de Vestel, el alemán Hermann Muthesius, el austríaco Hermann Helmer, el italiano Filippo Vivanet o los holandeses Pierre Cuypers y Hendrik Petrus Berlage, además de los españoles Josep Puig i Cadafalch, Ricardo Velázquez Bosco, José Urioste, Enrique María Repullés o Lluís Domènech i Montaner.[14]

- La Exposición Nacional de Bellas Artes, que, en su edición de 1904, reúne un importante número de obras modernistas de todas las disciplinas artísticas, que se dan a conocer en Madrid.

- El concurso internacional para la construcción del Casino de Madrid, al que se presentan cerca de treinta proyectos de autores nacionales y extranjeros, entre ellos varios de corte modernista.[3] Tras declararse desierto, se opta por fusionar las mejores ideas de cada uno de los diseños, dentro de una solución ecléctica, llevada a cabo por José López Sallaberry, en la que sobresale la escalera de honor, de inconfundible factura modernista.[22]

Aunque no es posible determinar el impacto real de los tres eventos señalados, lo cierto es que a partir de 1905 se emprenden en Madrid una serie de obras nítidamente modernistas, que, a diferencia de lo que ocurre en Barcelona, con la burguesía como principal y casi único mecenas, responden a iniciativas de distintos grupos sociales. Desde la aristocracia (caso del edificio que el marqués de Morella levanta en la calle de Montalbán o de los que promueve la duquesa de Fernán Núñez en la Cava de san Miguel) hasta los profesionales liberales (Casa de Enrique Pérez Villaamil en la plaza de Matute), pasando por la propia burguesía, las sociedades mercantiles (sedes del semanario Nuevo Mundo y de la Compañía Colonial) o las clases bajas (número 4 de la calle de don Pedro).
Según Pedro Navascués, la existencia de promotores de naturaleza muy diversa explica la heterogeneidad de los proyectos que se ponen en marcha, con formas cultas que conviven con soluciones populares, al tiempo que proliferan las expresiones del modernismo catalán, muy limitadas en la etapa inicial, e incluso surgen focos creativos netamente madrileños. Al primer grupo corresponde la ya citada Casa de Pérez Villaamil, de Eduardo Reynals Toledo, que revela un conocimiento muy profundo de las creaciones del arquitecto belga Victor Horta, y al último la Necrópolis del Este, donde Francisco García Nava define un lenguaje nuevo y genuino.
Uno de los campos donde el movimiento encuentra mejor acogida es el de la arquitectura provisional o efímera, que, a partir de materiales poco consistentes, cubre necesidades concretas y temporales. Dentro de este capítulo se encuadran gran parte de los cinematógrafos de principios del siglo XX, concebidos como llamativos pabellones modernistas que intentan atraer la atención de posibles clientes; y las construcciones surgidas con la Exposición de Industrias Madrileñas, celebrada en 1907 en el parque del Retiro, entre las que sobresalen el Palacio Central y el Palacio del Círculo de Bellas Artes, de Luis Bellido González y Ricardo Magdalena Gallifa, respectivamente.
La pujanza que alcanza el art nouveau a partir de 1905 se demuestra en las incursiones modernistas que realiza un arquitecto de perfil tan academicista como Enrique María Repullés y Vargas, con un hotel-estudio para Mariano Benlliure (1908), que finalmente no se lleva a cabo. También Antonio Palacios Ramilo se suma a este estilo, con un edificio de viviendas en el número 3 de la calle del marqués de Villamejor (1906-1907) y con varios diseños realizados para el metro de Madrid, en los que se aprecia una clara influencia secesionista, caso de las marquesinas de los desaparecidos templetes de la Puerta del Sol y de la Red de San Luis o de las barandillas que todavía se conservan en algunas bocas.
Fuera de la capital, el modernismo se expande rápidamente a los pueblos limítrofes, hoy día anexionados a Madrid, al compás de desarrollos urbanísticos que pretenden descongestionar el centro. En los antiguos municipios de Canillas y Chamartín de la Rosa, Arturo Soria pone en marcha la Ciudad Lineal, donde se atisban apuntes modernistas en algunos chalés (como en Villa Rosario y Casita Blanca, que aún siguen en pie) y, sobre todo, en distintos recintos del desaparecido Parque de Diversiones (1906), como el Teatro Escuela, el bar o el restaurante.
En Carabanchel Felipe Mario López Blanco levanta la Colonia de la Prensa, con un claro proyecto modernista, al tiempo que el arquitecto catalán Josep Puig i Cadafalch edifica la torre de los señores de Bofarull, un palacio conocido popularmente como Castillo de Bofarull, demolido tras los destrozos provocados por la Guerra Civil (1936-1939). En este antiguo municipio, convertido en la actualidad en un distrito madrileño, se construye también la Estación Militar Radiográfica (1911).
En la sierra de Guadarrama se conservan diferentes muestras de arquitectura modernista, principalmente mansiones de carácter vacacional, surgidas a iniciativa de las clases acomodadas. Si bien San Lorenzo de El Escorial concentra la mayor parte de ellas (como Villa Manolita, El Capricho o Villa Las Torres), existen interesantes ejemplos de residencias y otros tipos de inmuebles en Cercedilla, El Escorial, Guadarrama, Las Matas, Los Molinos, Lozoya, Miraflores de la Sierra, Pozuelo de Alarcón y Torrelodones.
En otras zonas de la comunidad autónoma el modernismo tiene un impacto meramente decorativo, como puede apreciarse en los esgrafiados y detalles escultóricos de ciertas viviendas de Arganda del Rey, Chinchón, Colmenar de Oreja, Estremera, La Acebeda, Moraleja de Enmedio o Pinto, aunque también queda vinculado a la arquitectura industrial. Es el caso de la desaparecida fábrica de cemento Portland, en Aranjuez, de las destilerías Grau y Saéz, en Chinchón, o de la central hidroeléctrica Santa Lucía, en Torrelaguna, atribuida a Antonio Palacios.
A partir de 1908 se frena la actividad constructiva en Madrid, como consecuencia de un momento de crisis, y ello ralentiza el desarrollo de la arquitectura modernista. Hacia 1911 se produce un repunte, aunque ya sin la vitalidad de las obras anteriores y con una deriva, en muchos casos, hacia el llamado estilo francés moderno, que supone una atemperación del primer modernismo. 
En palabras de Pedro Navascués, esta corriente puede definirse como "un eclecticismo depurado y burgués", que rebaja el ímpetu vanguardista inicial por medio de soluciones más equilibradas y académicas, que si bien, en algunos casos, se mantienen fieles a los postulados modernistas (como la Casa Gallardo), en otros éstos quedan reducidos a simples detalles decorativos (Edificio Metrópolis, Hotel Ritz, Hotel Palace, Casino Militar...).
Además de por esta deriva, el movimiento también se ve debilitado por el denominado regionalismo, una radicalización nacionalista del eclecticismo, que promueve la sustitución de cualquier modelo extranjero por estilos considerados autóctonos. Hacia 1914 el agotamiento del modernismo en la arquitectura madrileña se hace palpable, lo que no impide que desarrolle una tercera y última etapa de carácter epigonal.
| Obra                                                     | Autor | Fecha                                           | Descripción | Imagen |
| -------------------------------------------------------- | --- | ----------------------------------------------- | --- | ------ |
| Panteón de Francisco Pi y Margall (Madrid)               | Francisco Roca Simó (arquitecto) | 1905-1906                                       | Se encuentra en el Cementerio Civil de Madrid, que forma parte de la Necrópolis del Este, uno de los recintos principales del actual cementerio de la Almudena. El monumento presenta una gran expresividad y originalidad formal, fruto de una concepción volumétrica que remite a la sezession y en la que también se incluyen evocaciones del Antiguo Egipto. Dos arcos carpaneles, cruzados en aspa y rematados por una urna, custodian una pequeña cámara funeraria, a la que se accede por medio de una cuádruple escalinata. El diseño de la rejería, el letrero de la puerta y los flameros de bronce de los ángulos también tienen influencias secesionistas. |        |
| Madrid Moderno (Madrid)                                  | Valentín Roca Carbonell (arquitecto)                                                                                                  | 1905-1906 (tercera fase)                        | Esta colonia-jardín surge hacia 1899 en los alrededores de la actual plaza de toros de Las Ventas. Se construye en varias fases, de las cuales solo la tercera incorpora diseños art nouveau, que corren a cargo de Valentín Roca Carbonell. El arquitecto proyecta un prototipo de chalé, que destaca por su mirador de madera, rematado con un chapitel, que, al mismo tiempo, se concibe como un pórtico para la entrada. Los recrecidos de los vanos y los coronamientos de las fachadas, adornados con motivos vegetales, son otros rasgos inequívocamente modernistas. De este estilo se mantienen en pie tres únicos chalés, situados en los números 38 a 42 de la calle de Roma, que se acompañan de otros neomudéjares. |        |
| Necrópolis del Este (Cementerio de la Almudena) (Madrid) | Francisco García Nava (arquitecto definitivo) Fernando Arbós y Tremanti (arquitecto inicial) José Urioste Velada (arquitecto inicial) | 1905-1927                                       | Considerado como uno de los mejores cementerios europeos de su época, se debe en su práctica totalidad a Francisco García Nava, quien sustituye el proyecto neobizantino inicial, propuesto por Fernando Arbós y José Urioste, por una solución modernista de gran originalidad, en la que confluyen planteamientos secesionistas, detalles autóctonos, elementos decorativos de fuerte simbolismo, rasgos exóticos del Antiguo Egipto y Oriente, e incluso toques gaudianos. Para Óscar da Rocha Aranda y Ricardo Muñoz Fajardo, todo ello da lugar a un lenguaje absolutamente nuevo y genuino, que convierte a este conjunto en la obra culminante del modernismo madrileño, equiparable a las mejores obras modernistas existentes en España. El recinto se concibe en toda su dimensión e integridad a partir de coordenadas modernistas, en lo que constituye quizá el mayor proyecto adscrito a este estilo realizado en España: desde las construcciones principales (el gran pórtico monumental de la entrada, los edificios administrativos anexos al mismo, los depósitos de cadáveres del antecementerio, la capilla, el panteón de hombres ilustres que no llega a realizarse...) hasta los frentes de los nichos, pasando por las escaleras, los accesos laterales, las marquesinas e incluso las farolas. |        |
| Casa de Enrique Pérez Villaamil (Madrid)                 | Eduardo Reynals Toledo (arquitecto)                                                                                                   | 1906-1908                                       | Situado en la plaza de Matute, es uno de los edificios más destacados del modernismo madrileño no solo por su calidad arquitectónica, sino también por sus acabados, realizados por Salvador Llongarríu (escultura), José García-Nieto López (rejería), la Casa Maumejean (vidrieras) y la Casa Watteler (pintura decorativa). La influencia del arquitecto belga Victor Horta es visible tanto en los miradores laterales como en la escalera interior, con soluciones inspiradas en las casas Solvay y Tassel, de Bruselas. |        |
| Edificio del semanario Nuevo Mundo (Madrid)              | Eduardo Reynals Toledo (arquitecto) Jesús Carrasco-Muñoz Encina (arquitecto para la ampliación)                                       | 1906-1908 (construcción) 1909-1913 (ampliación) | Aunque muy alterada con respecto al proyecto inicial, se trata de otra obra clave del modernismo madrileño, por la habilidad con que resuelve las necesidades de espacio de un edificio industrial (se diseña para el semanario Nuevo Mundo) y el afán de proyectar una imagen exterior digna y representativa de la institución. Se inspira en la Casa Thomas de Barcelona y, al igual que ésta, incorpora un gran arco rebajado para organizar la parte inferior, un balcón corrido en la superior y un torreón, aunque prescinde de sus componentes medievalistas y los sustituye por referencias vienesas. Éstas se evidencian tanto en los elementos estructurales como en los decorativos. Se ubica en la calle de Larra. |        |
| Compañía Colonial o Edificio Conrado Martín (Madrid)     | Miguel Mathet Coloma (arquitecto) Jerónimo Pedro Mathet Rodríguez (arquitecto)                                                        | 1906-1909                                       | Levantado como la sede de la Compañía Colonial, una empresa especializada en la elaboración de chocolates y en la importación de ultramarinos, este edificio consigue aunar el modernismo con la arquitectura tradicional. En el proyecto intervienen los arquitectos Miguel Mathet Coloma y Jerónimo Pedro Mathet Rodríguez, que conciben una fachada custodiada por dos torreones laterales y que, pese a su simetría, está dotada de un gran movimiento, en plena consonancia con los principios modernistas. La abundante decoración escultórica, la sinuosidad de las formas vegetales y la existencia de vanos de diversas tipologías dan como resultado una potente plasticidad que refuerza el dinamismo de los volúmenes. Está situado en el 16 de la calle Mayor. |        |
| Puente de la Reina Victoria (Madrid)                     | Julio Martínez-Zapata Rodríguez (arquitecto) José Eugenio Ribera Dutaste (ingeniero)                                                  | 1907-1909                                       | Levantado sobre el río Manzanares, el puente incorpora una solución tipológica extendida por el ingeniero francés Paul Séjourné, especialista en bóvedas de hormigón en masa, que consiste en dos arcos parabólicos gemelos y un tablero sostenido sobre ejes transversales. Los rasgos modernistas no solo están presentes en la estructura, sino también en los elementos de hierro forjado situados sobre el tablero (barandilla, farolas y jarrones decorativos). |        |
| Primer depósito elevado del Canal de Isabel II (Madrid)  | Luis Moya Idígoras (ingeniero) | 1907-1911                                       | Da Rocha y Muñoz consideran que esta obra responde a "un peculiar secesionismo, casi expresionista, tamizado por una original reinterpretación del neomudéjar". Su construcción se enmarca dentro del proyecto del ingeniero Diego Martín Montalvo de dotar al Canal de Isabel II, la empresa que suministra el agua a Madrid, de tres depósitos elevados, con objeto de garantizar el abastecimiento a las zonas con baja presión. Solo se lleva a cabo el primero de ellos, que se emplaza en el barrio de Chamberí, en la calle de Santa Engracia. Se debe al también ingeniero Luis Moya Idígoras, quien idea un gran vaso de planta circular, hecho en ladrillo, con contrafuertes en talud y cúpula metálica rebajada en la cubierta. Tiene una capacidad de 1500 m³. |        |
| Casa de los Lagartos (Madrid)                            | Benito González del Valle (arquitecto)                                                                                                | 1911-1912                                       | La Casa de los Lagartos es el sobrenombre que recibe el edificio situado en el número 1 de la calle de Mejía Lequerica y que alude a las salamandras (confundidas con lagartos) que decoran la parte superior. Da Rocha y Muñoz definen a esta obra como una genuina expresión del secesionismo, en la que el autor hace una renuncia expresa del eclecticismo arquitectónico. La estrechez del solar condiciona un alzado apaisado, que se aprovecha para introducir una novedosa configuración en los vanos, con ventanas de avanzado diseño y sin balcones. Llama la atención su depurada estética, que parece anticipar el racionalismo y que se contrapone a las tendencias regionalistas, mucho más aparatosas, que en ese momento empiezan a difundirse. |        |
| Casa Gallardo (Madrid)                                   | Federico Arias Rey (arquitecto) | 1911-1914                                       | Representa el modernismo templado que se aclimata en París y en otras ciudades europeas, una vez superada la fase inicial del movimiento, caracterizada por un fuerte vitalismo y afán vanguardista. De claro aire francés, su fachada en esquina, elevada sobre la embocadura de la calle de Ferraz con la plaza de España, muestra una gran fuerza expresiva y un intenso movimiento de formas, resultado de una profusa decoración, que, no obstante, se ordena siempre de manera suave y simétrica. Entre sus elementos ornamentales cabe destacar, por su originalidad, los arcos de herradura situados junto a la cúpula central y torres laterales. |        |
| Colonia de la Prensa (Madrid)                            | Felipe Mario López Blanco (arquitecto)                                                                                                | 1911-1916 (primera fase)                        | Ejemplifica el modelo de colonias-jardín surgidas en las zonas periféricas de Madrid a principios del siglo XX. Las corrientes modernistas no solo son visibles en los elementos comunes, como es el caso de la entrada, concebida al mismo tiempo como marquesina de autobús, sino también en los distintos chalés, si bien en estos se mezclan con otros estilos, como el regionalismo. |        |
| Villa Las Torres (San Lorenzo de El Escorial)            | Luis Vidal Tuasón (arquitecto) | 1913                                            | Esta mansión se ubica en la calle de Juan de Toledo, en San Lorenzo de El Escorial. Presenta numerosos detalles modernistas tanto en el trazado (especialmente visibles en las torres ochavadas que flanquean la fachada y en el pabellón auxiliar, utilizado originalmente como garaje) como en sus elementos decorativos. Cabe destacar, entre estos últimos, los paneles cerámicos de Daniel Zuloaga, que adornan los antepechos de las ventanas de la segunda planta, la parte superior de los torreones y el cerramiento exterior, así como el mirador de hierro y cristal que custodia la entrada dispuesta al jardín. En los primeros años del siglo XXI la Comunidad de Madrid adquiere la propiedad y procede a su rehabilitación. |        |
| Fábrica de la Perfumería Gal en Moncloa (Madrid)         | Amós Salvador Carreras (arquitecto)                                                                                                   | 1913-1915                                       | Diseñada en 1913, se termina en 1915 y entre 1918 y 1919 es objeto de una ampliación. Considerada como una obra maestra de la arquitectura industrial madrileña, esta desaparecida fábrica renueva los postulados eclécticos, a partir de la combinación de elementos neomudéjares, castizos y exóticos, que transcienden el historicismo y adoptan un nuevo lenguaje modernista. Se encontraba cerca de las calles de Isaac Peral y Fernández de los Ríos, en el solar actualmente ocupado por el complejo Galaxia. |        |
| Iglesia de la Buena Dicha (Madrid)                       | Francisco García Nava (arquitecto) | 1914-1917                                       | Realizada por el mismo arquitecto de la Necrópolis del Este, este templo participa de su mismo lenguaje arquitectónico, con idéntico tratamiento de los materiales y similitud en las fórmulas decorativas. Presenta una planta muy singular, como consecuencia de la estrechez de su solar, que determina la contención del crucero y el tramo recto con el que se resuelve el testero. En la ornamentación se combinan elementos neogóticos, neomudéjares e hispanoárabes, pero no con una intención historicista, sino plenamente modernista. Las vidrieras son de la Casa Maumejean. Está situada en la Calle de Silva, 21. |        |

#### Tercera etapa (1915-1923)
Tras el apogeo de la fase anterior, el modernismo pierde fuerza y se difumina dentro de otras tendencias arquitectónicas, como el regionalismo o el art decó. En este último periodo, que se extiende desde 1915 hasta aproximadamente 1923, se levantan varios edificios, que, si bien carecen de la fuerza creativa de las dos etapas anteriores, mantienen todavía algunos influjos modernistas. 
Según Da Rocha y Muñoz, en este momento no solo disminuye la cantidad de construcciones modernistas, sino también su calidad arquitectónica. Pese a ello, surgen algunas creaciones muy notables, como el Hotel Reina Victoria, que anticipa el modelo de edificio comercial de Antonio Palacios, o el Templo Nacional de santa Teresa de Jesús y convento de los Padres Carmelitas Descalzos, ambos de Jesús Carrasco-Muñoz. A ellos se suman la antigua Casa-taller de Patricio Romero, de Luis Ferrero Tomás, situada en el número 33 de la calle del general Palanca, y el desaparecido quiosco de música del paseo del pintor Rosales, de Luis Bellido González.
A este modernismo tardío también pertenecen el Teatro Salón Cervantes, el Teatro Centro Obrero y el Teatro Cine Variedades, que se ubican fuera de la capital, en Alcalá de Henares, Navalcarnero y San Lorenzo de El Escorial, respectivamente. Mientras que los dos primeros se encuentran actualmente en funcionamiento, tras haber sido rehabilitados y acondicionados, el tercero permanece cerrado desde 2007, en un delicado estado de conservación.
| Obra                                                                                            | Autor                                                                                 | Fecha                                         | Descripción | Imagen |
| ----------------------------------------------------------------------------------------------- | ------------------------------------------------------------------------------------- | --------------------------------------------- | --- | ------ |
| Hotel Reina Victoria (Madrid)                                                                   | Jesús Carrasco-Muñoz Encina (arquitecto)                                              | 1916-1923                                     | Concebido como un centro comercial, destinado a la Almacenes Simeón, este edificio marca un hito en la historia de la arquitectura madrileña, al regenerar el viejo eclecticismo por medio de una peculiar fórmula modernista, que, al mismo tiempo, queda emparentada con las creaciones del arquitecto Antonio Palacios. La conjunción entre tradición y modernidad también se hace patente en la ornamentación exterior, con una curiosa combinación de elementos secesionistas e historicistas. El hotel se encuentra en la plaza de santa Ana, haciendo esquina con la plaza del Ángel. |        |
| Templo Nacional de santa Teresa de Jesús y convento de los Padres Carmelitas Descalzos (Madrid) | Jesús Carrasco-Muñoz Encina (arquitecto)                                              | 1916-1928                                     | Aunque la primera piedra se pone en 1916, en un solar cercano a la plaza de España, las obras no empiezan hasta 1923, terminándose en 1928. Jesús Carrasco-Muñoz aborda el modernismo desde fórmulas medievalistas, con las que pretende referenciar la obra El castillo interior (también llamado Las moradas), de santa Teresa de Jesús, a quien se dedica el conjunto. La iglesia es de planta de cruz latina con tres naves (las dos laterales con tribunas) y cubierta plana sostenida por arcos de medio punto rebajados. Destaca su grandiosa cúpula, revestida con mosaicos cerámicos de Daniel Zuloaga, a falta de la gran torre de 90 metros, que, por problemas financieros, no llega a construirse. Está decorada con vidrieras de la Casa Maumejean.                                                                  |        |
| Antigua Casa-taller de Patricio Romero (Madrid)                                                 | Luis Ferrero Tomás (arquitecto)                                                       | 1922-1925                                     | Ubicado en la calle del General Palanca, este edificio ofrece un singular ejemplo de modernismo catalán, que no encuentra precedentes ni en el paisaje urbano madrileño, ni en la trayectoria anterior de Luis Ferrero Tomás, un arquitecto tradicionalmente apegado al eclecticismo. Concebido inicialmente para uso industrial, al final se construyen varias plantas de viviendas, reservándose únicamente la baja para taller. El autor se inspira en los mosaicos de azulejos quebrados popularizados por Antoni Gaudí para realizar lo que Da Rocha y Muñoz catalogan como el mejor exponente de trencadís que existe en Madrid. Las rejerías, a modo de cestas asimétricas, y los falsos arcos de los vanos, configurados por aproximación de hiladas, son otros elementos que denotan la influencia catalana del conjunto. |        |
| Quiosco de música del paseo del pintor Rosales (Madrid)                                         | Luis Bellido González (arquitecto)                                                    | 1923                                          | A partir de un planteamiento neorrococó, que recoge las corrientes modernistas de la época, Luis Bellido González concibe una gran cubierta soportada por dieciséis finas columnas de hierro, pareadas en ocho grupos. Su inauguración tiene lugar el 15 de mayo de 1923, con un concierto de música popular española, ofrecido por la Banda Sinfónica Municipal de Madrid y la Agrupación Coral, bajo la dirección de Ricardo Villa. El quiosco estaba emplazado en una explanada artificial, en la confluencia del paseo del Pintor Rosales con la calle del Marqués de Urquijo, junto al parque del Oeste, donde permaneció hasta el año 1951, cuando fue demolido. |        |
| Teatro Salón Cervantes (Alcalá de Henares)                                                      | José María Aguilar (arquitecto inicial) Se desconoce al autor del proyecto modernista | 1888 (construcción) 1924 (reforma modernista) | Este pequeño teatro se levanta en 1888 en el solar que había ocupado el Convento de los Capuchinos, en la antigua calle de la Tahona (hoy día de Cervantes), por encargo de la Sociedad de Condueños de Alcalá de Henares. Los rasgos modernistas que presenta el edificio no proceden del proyecto original de José María Aguilar, sino que son incorporados durante la remodelación de 1924, cuando el estilo vive su última fase, de carácter epigonal. Fruto de esta reforma es la fachada actual, configurada por tres cuerpos con remate curvilíneo, y la decoración interior, que también se adscribe al modernismo. En los años 1989, 1997 y 2004 tienen lugar nuevas intervenciones, dirigidas a su adecuación como una de las salas la Red de Teatros de la Comunidad de Madrid, de la que forma parte.                  |        |

## Artes decorativas
A finales del siglo XIX operan en Madrid numerosos talleres de artesanía y manufacturas, que presentan un elevado nivel de cualificación y que, siguiendo el principio modernista de integración de las artes decorativas dentro del lenguaje arquitectónico, se responsabilizan de la ornamentación de los nuevos inmuebles construidos. 
En virtud de este principio, el modernismo decorativo madrileño evoluciona a la par que la arquitectura, si bien, en el caso de la vidriera artística, se produce un desarrollo independiente, no supeditado a los códigos arquitectónicos, como prueba el hecho de que existan vitrales modernistas en edificios concebidos al margen de este estilo.

### Vidriera artística
El principal foco de la vidriera artística madrileña es la Casa Maumejean, una compañía de origen francés que se establece en la capital en el año 1898. Esta empresa desempeña un papel pionero en la introducción del modernismo en Madrid e incluso se anticipa al ámbito arquitectónico, como avala la decoración vitral que realiza para la antigua sede de la revista Blanco y Negro (en la actualidad Centro Comercial ABC Serrano). Se trata de un edificio historicista que, pese a ello, es considerado como uno de los precursores del movimiento en Madrid, precisamente por su ornamentación interior.
Otros trabajos modernistas de la Casa Maumejean son las vidrieras del Casino de Madrid y la Casa de Pérez Villaamil, además de las cúpulas del Hotel Palace y del Hospital de Jornaleros, una construcción que, pese a no ser modernista, incorpora una ornamentación vitral vinculada a este estilo.
Aunque también se le suele atribuir la cúpula del Palacio de Longoria, algunos investigadores sostienen que puede deberse al vidriero catalán Antoni Rigalt i Blanch, dadas las similitudes compositivas que mantiene con la existente en el Palacio de la Música Catalana (Barcelona), que el autor lleva a cabo posteriormente. Se trata de la vidriera más relevante del modernismo madrileño y, a escala española, solo tiene parangón con la citada obra barcelonesa.
Otro taller especializado en vidriera artística es Lázaro, Lámperez y Cía., llamado así por los arquitectos Juan Bautista Lázaro y Vicente Lampérez, artífice de los vitrales del Panteón de Mateo López Sánchez, en la Necrópolis del Este.
| Obra                                                                                            | Autor                                                                                          | Fecha       | Descripción | Imagen |
| ----------------------------------------------------------------------------------------------- | ---------------------------------------------------------------------------------------------- | ----------- | --- | ------ |
| Vidrieras de la sede de la revista Blanco y Negro, actual Centro Comercial ABC Serrano (Madrid) | Casa Maumejean (vidriero)                                                                      | 1899        | La Casa Maumejean elabora estas vidrieras artísticas en 1899, un año después de establecerse en Madrid, coincidiendo con la finalización del edificio. Se conservan cerca de veinte vitrales, que se disponen en vanos rectangulares y en puertas, así como en remates decorativos de medio punto. Combinan el lenguaje modernista con referencias clásicas y abarcan un repertorio temático muy heterogéneo, que va desde los propios símbolos de la compañía que edita el semanario (escudos, grafías..) hasta cabezas de mujer alegóricas, pasando por motivos geométricos y vegetales, grutescos o alusiones al mundo del periodismo.                                                                                        |        |
| Cúpula vitral del Palacio de Longoria (Madrid)                                                  | Vidriero desconocido, con atribuciones bien a la Casa Maumejean, bien a Antoni Rigalt i Blanch | ¿1902-1903? | Considerado como el conjunto vitral más sobresaliente del modernismo madrileño y uno de los más destacados a escala española, decora la caja de la escalera principal del Palacio de Longoria. Se sostiene sobre seis finas columnas de hierro, de las que arranca una estructura nervada, que no llega nunca a cruzarse, al confluir todos los nervios en un hexágono estrellado. Dentro de dicha estructura se aloja el acristalamiento, que se concibe como una especie de sol, que irradia luz hacia las formas vegetales que se dibujan en la base de la cúpula. De ahí que los amarillos, naranjas y rojos sean los colores dominantes de la parte superior, mientras que en la inferior las gamas frías son mayoritarias. |        |
| Cúpula vitral del Hotel Palace (Madrid)                                                         | Casa Maumejean (vidriero)                                                                      | ¿1911-1912? | La cúpula preside el actual Salón Circular del Hotel Palace, llamado antiguamente Jardín de Invierno, al haberse habilitado inicialmente como un invernadero para uso estancial. Presenta una decoración modernista atemperada, con un cierto gusto clasicista en la ordenación de los motivos ornamentales. La Casa Maumejean plantea un trampantojo, al simular que la cúpula es una carpa atada con cordeles y argollas, tanto por su parte superior como por la inferior. Una guirnalda de flores recorre circularmente la tela, que, en los espacios que no consigue cubrir, deja ver un azul intenso, en representación del cielo.                                                                                         |        |

### Cerámica
Una figura clave de las artes decorativas madrileñas es Daniel Zuloaga, considerado uno de los grandes renovadores de la cerámica española. Si bien su estilo es preferentemente ecléctico, realiza numerosos diseños modernistas, como los paneles cerámicos del número 22 de la calle del Barquillo, la Compañía Colonial y la sede del semanario Nuevo Mundo, o como el revestimiento exterior de la cúpula del Templo Nacional de santa Teresa de Jesús y convento de los Padres Carmelitas Descalzos. Incluso lleva este estilo a edificios no modernistas, como la Casa de Tomás Allende, en la calle Mayor, donde decora los muros de una galería acristalada; o como la desaparecida Casa de Luis Ocharán, en la calle de Eduardo Dato.
En este campo también sobresalen Juan Ruiz de Luna, Enrique Guijo y Francisco Arroyo, que hacen suyo el modernismo en algunas de sus obras, como la azulejería de la Colonia de la Prensa, que corre a cargo del primero.
| Obra | Autor                                                       | Fecha       | Descripción | Imagen |
| --- | ----------------------------------------------------------- | ----------- | --- | ------ |
| Paneles cerámicos de la sede del semanario Nuevo Mundo (Madrid)                                                                | Daniel Zuloaga (ceramista)                                  | 1906-1908   | Siguiendo las indicaciones del arquitecto Eduardo Reynals Toledo, el ceramista Daniel Zuloaga decora las enjutas del arco que enmarca la parte inferior del edificio con alegorías de la ciencia (en los paneles de la izquierda) y la industria (en los de la derecha). Todo ello acompañado de referencias al periodismo, la actividad que desarrolla el semanario Nuevo Mundo. Como se ha señalado anteriormente, este conjunto se encuentra en la calle de Larra.                                                                                            |        |
| Paneles cerámicos de la Compañía Colonial (Madrid)                                                                             | Daniel Zuloaga (ceramista)                                  | ¿1906-1909? | Los arquitectos Miguel Mathet Coloma y Jerónimo Pedro Mathet Rodríguez recurren Daniel Zuloaga para la decoración cerámica de la sede de la Compañía Colonial, situada en la calle Mayor. Se desconoce la fecha en que esta se lleva a cabo, aunque cabe suponer que se realiza durante el periodo de construcción, entre 1906 y 1909. Los azulejos que adornan la fachada están hechos en tonalidades claras y aluden a motivos relacionados con el té, el cacao y el café, los productos comercializados por la Compañía Colonial.                             |        |
| Revestimiento de la cúpula del Templo Nacional de santa Teresa de Jesús y convento de los Padres Carmelitas Descalzos (Madrid) | Daniel Zuloaga (ceramista)                                  | 1915-1921   | Daniel Zuloaga colabora con el arquitecto Jesús Carrasco-Muñoz Encina durante la construcción del Templo Nacional de santa Teresa de Jesús y convento de los Padres Carmelitas Descalzos, una obra encargada y financiada por la marquesa de la Floresta. Realiza el revestimiento exterior de la cúpula, que se eleva a una altura de 35 metros, mediante azulejería polícroma, dispuesta en franjas concéntricas. Las colores dominantes son los amarillos, los ocres, los naranjas, los rojos y los azules, que se tamizan a patir de diferentes tonalidades. |        |
| Letreros cerámicos de la Colonia de la Prensa (Madrid)                                                                         | Juan Ruiz de Luna (ceramista) Julián Montemayor (ceramista) | 1911-1918   | La Colonia de la Prensa conserva varios letreros cerámicos, por medio de los cuales se identifican los nombres de las calles y plazas. En su práctica totalidad son obra del ceramista Juan Ruiz de Luna, si bien el de mayores dimensiones, situado a la entrada del complejo residencial y tal vez el más emblemático, se debe a Julián Montemayor. Se trata de una pieza ovalada, elaborada en 1918, en el que, mediante una tipografía típicamente modernista, se indica el comienzo de la Colonia de la Prensa. Está enmarcado por un arco metálico.        |        |

### Hierro forjado
En la forja del hierro el protagonismo recae sobre la Casa Asins, cuya significación es equiparable, según Pedro Navascués, a la que alcanza en Cataluña la Fundición Masriera. Asimismo, tienen un papel muy activo la Casa Torras, a la que se debe la rejería del Panteón Guirao; la Casa Rugama, Herráiz y Cía., que realiza la cancela del ascensor de la Casa-Palacio del Barón de Montevillena; el taller de José García-Nieto López, quien asume los hierros artísticos de la Casa de Pérez Villaamil; la fundición de Miguel González, que participa en la ornamentación del Casino de Madrid; o Francisco Iglesias, responsable de las farolas del Puente de la Reina Victoria.

### Otras artes decorativas
Otras disciplinas que tienen un desarrollo significativo en la capital son la pintura decorativa, con centros productivos como la Casa Watteler (véase la sección Pintura); los papeles pintados, con Del Río como principal referencia; o la fabricación de muebles, con empresas como Amaré Hermanos, Lissárraga y Sobrinos o Climent Hermanos.

## Escultura
Además de los talleres especializados en artes decorativas, intervienen en los proyectos arquitectónicos los llamados modelistas, que se ponen al frente de los revestimientos escultóricos de fachadas e interiores. No desarrollan una función creativa como tal, sino que se limitan a plasmar en moldes los diseños ideados por los propios arquitectos, para su vaciado en escayola, cemento o piedra artificial.
Aunque en su mayor parte se trata de artistas desconocidos, sí que han trascendido los nombres de Francisco Civillés y Salvador Llongarríu, que lleva a cabo la ornamentación de la Casa de Pérez Villaamil. A ellos se añade Ángel García Díaz, autor de la decoración de la escalera del Casino de Madrid, cuya trayectoria artística va más allá del mero modelado.
Al margen de este tipo de trabajos, la escultura modernista madrileña queda vinculada a dos artistas catalanes establecidos en la capital, Miguel Blay y muy especialmente Agustín Querol, del que Pedro Navascués llega a afirmar que es una de las figuras que más contribuyen a la aclimatación del modernismo en Madrid. Al primero se debe el monumento a Federico Rubio y Galí, que adorna el parque del Oeste, y al segundo el Panteón Guirao, el monumento a Francisco de Quevedo y la sepultura de Antonio Cánovas del Castillo, ubicada en el Panteón de Hombres Ilustres.
Junto a ellos sobresalen el escultor cordobés Mateo Inurria, artífice de los grupos Cristo bendiciendo y San Miguel Arcángel pesando las almas, que flanquean la entrada de la Necrópolis del Este; y Mariano Benlliure, quien abraza el modernismo en trabajos como La familia, la protección contra el fuego y la ayuda al mundo laboral, situado en la base de la cúpula del edificio Metrópolis, los mausoleos de José Canalejas y Práxedes Mateo Sagasta, ambos en el Panteón de Hombres Ilustres, y la Medalla dedicada a Santiago Ramón y Cajal por la concesión del Premio Nobel de Medicina (1907), considerada por Javier Gimeno Pascual como "uno de los ejemplos más significativos de la medalla modernista española".
El autor valenciano también incorpora soluciones modernistas en el mausoleo de los duques de Denia, que se encuentra en el cementerio de san Isidro, así como en los pedestales de los monumentos al General Martínez Campos (1907) y al Cabo Noval (1912), que años después Rafael García Yrurozqui utiliza como referencia para levantar el monumento al Cuerpo de Carabineros (1929), en San Lorenzo de El Escorial.
En lo que respecta a las colecciones museísticas, hay que mencionar las del Museo del Prado y la Real Academia de Bellas Artes de San Fernando. En el primero se conserva, además de la citada medalla de Benlliure, una versión de la célebre composición Desconsuelo, de Josep Llimona, labrada por el propio artista en 1907. En la segunda se exhiben las esculturas Sensitiva, de Miguel Blay, y Ensueño, de Mateo Inurria, que ambos autores donan a la institución en 1910 y 1922, respectivamente, tras su ingreso como académicos. Asimismo, la Casa Museo Fuente del Rey (Fundación AMYC), localizada en el barrio madrileño de Aravaca, cuenta con varias obras de Josep Llimona y Enric Clarasó.
| Obra                                                                           | Autor                              | Fecha     | Descripción | Imagen                                                      |
| ------------------------------------------------------------------------------ | ---------------------------------- | --------- | --- | ----------------------------------------------------------- |
| Monumento a Federico Rubio y Galí (Madrid)                                     | Miguel Blay y Fábregas (escultor)  | 1904      | El monumento está enclavado en una ladera del Parque del Oeste. Aunque se termina en 1904, año en el que es presentado con gran éxito en la Exposición Nacional de Bellas Artes, no es inaugurado hasta 1906. Se articula alrededor de un muro con forma de semióvalo, dentro del cual se aloja la estatua del médico Federico Rubio y Galí, hecha en piedra de caliza. Junto a él se sitúan tres figuras de bronce (una mujer con un niño y un adolescente), que intentan acercarse al médico a través de una escalinata. La cabeza del doctor no es la original, al haberse perdido durante la Guerra Civil. |                                                             |
| Mausoleo de Antonio Cánovas del Castillo (Madrid)                              | Agustín Querol Subirats (escultor) | 1906      | Agustín Querol esculpe este mausoleo por encargo de los sobrinos de Cánovas del Castillo. Se encuentra en el Panteón de Hombres Ilustres y presenta un diseño mural, a modo de retablo. Realizado en mármol, está integrado por una urna rectangular, sobre la que descansa la estatua yacente del político, y en cuyos lados aparecen labradas las virtudes de la Templaza, la Sabiduría, la Justicia, la Elocuencia, la Prudencia y la Constancia. Custodiando el sepulcro se sitúa una mujer desconsolada, que representa a la patria, además de otras dos figuras femeninas, que simbolizan al arte y la historia. Al fondo se despliega el relieve Cristo resucitado. |                                                             |
| Panteón Guirao (Madrid)                                                        | Agustín Querol Subirats (escultor) | 1908-1911 | Se trata del panteón de Luisa Sancho Mota, esposa del abogado, político y fotógrafo Luis Federico Guirao. Situado en el cementerio de san Isidro, se concibe preferentemente como un conjunto escultórico, si bien hay también una parte arquitectónica -la cripta que se abre bajo el monumento-, que se debe a Ignacio de Aldama Elorz. Para Óscar da Rocha y Ricardo Muñoz Fajardo, el mausoleo es una obra maestra del modernismo español, "comparable con cualquiera otra de similares características realizada en Europa por aquellos años". Está integrado por un doble basamento, sobre el que descansa un sarcófago con una cruz, alrededor de la cual se crea una dinámica escenografía de la mano de catorce figuras, que parecen definir un movimiento ascendente, como queriendo escapar de la masa pétrea que les envuelve. Especial atención merece la cancela de hierro de la cripta, realizada por Francisco Torras Codina y decorada con motivos vegetales silvestres. |                                                             |
| Decoración escultórica de la escalera interior del Casino de Madrid (Madrid)   | Ángel García Díaz (escultor)       | 1909-1910 | Ángel García Díaz recubre la escalera del Casino de Madrid de relieves de escayola, con tal profusión que se confunden con el entramado arquitectónico. Recurre al gusto francés, no solo por indicaciones de José López Sallaberry, autor del edificio, sino también para no desentonar con la ornamentación general. La obra alude al hedonismo, con el amor y la belleza como ejes preferentes, representados a través de la mitología. El escultor realiza un tratamiento naturalista de las figuras, que remite al neorococó, pero la manera en cómo éstas se funden, dentro de un paisaje dominado por motivos vegetales y marinos, es claramente modernista. |                                                             |
| La familia, la protección contra el fuego y la ayuda al mundo laboral (Madrid) | Mariano Benlliure y Gil (escultor) | 1911      | Este conjunto forma parte de la decoración escultórica del Edificio Metrópolis, situado en la calle de Alcalá, un inmueble del que Pedro Navascués aprecia numerosos elementos modernistas, aunque no lo adscribe plenamente a este estilo, debido a la rigidez de algunos de sus planteamientos arquitectónicos. El escultor Mariano Benlliure recibe el encargo de decorar la parte inferior de la cúpula y se adapta a la estética modernista dominante por medio de un cincelado más duro y geométrico, con objeto de reforzar el contraste entre la luz y la sombra. El grupo está integrado por una matrona con un niño, a cuyos lados se recuestan dos hombres que portan símbolos alusivos al fuego y al trabajo. |                                                             |
| Cristo bendiciendo y San Miguel Arcángel pesando las almas (Madrid)            | Mateo Inurria Lainosa (escultor)   | 1923-1924 | El escultor cordobés Mateo Inurria asume este encargo en 1923, un año antes de su muerte, sin que le diera tiempo a acabarlo completamente. Pese a ello, se procede a su instalación en el pórtico monumental de la Necrópolis del Este (cementerio de la Almudena), en la parte anterior y posterior del arco principal. En la imagen adjunta puede verse la trasera del citado pórtico, custodiada en su punto central por el grupo San Miguel Arcángel pesando las almas. La figura celestial aparece representada de frente, con la cabeza inclinada y girada hacia su brazo derecho, sosteniendo una balanza y una espada, al tiempo que con sus pies contiene a Lucifer. | [[File:Cementerio de la Almudena.jpg\|350px\|alt={{{Alt\|]] |

## Artes pictóricas

### Ilustración
En lo que respecta a las artes pictóricas, el movimiento modernista madrileño alcanza su máxima expresión en el dibujo y la ilustración, disciplinas que, gracias al desarrollo industrial de las artes gráficas, reciben un fuerte impulso con la aparición de nuevos soportes artísticos y comerciales, como el cartel, el pequeño impreso, la tarjeta postal o las revistas ilustradas. A juicio de Eliseo Trenc Ballester, Madrid dispone en la última década del siglo XIX de una sólida base técnica en materia de artes gráficas, equiparable a la de otros países europeos, que le permite convertirse en uno de los grandes focos de la ilustración modernista española, junto con Barcelona y, en menor medida, Zaragoza.

#### Revistas ilustradas

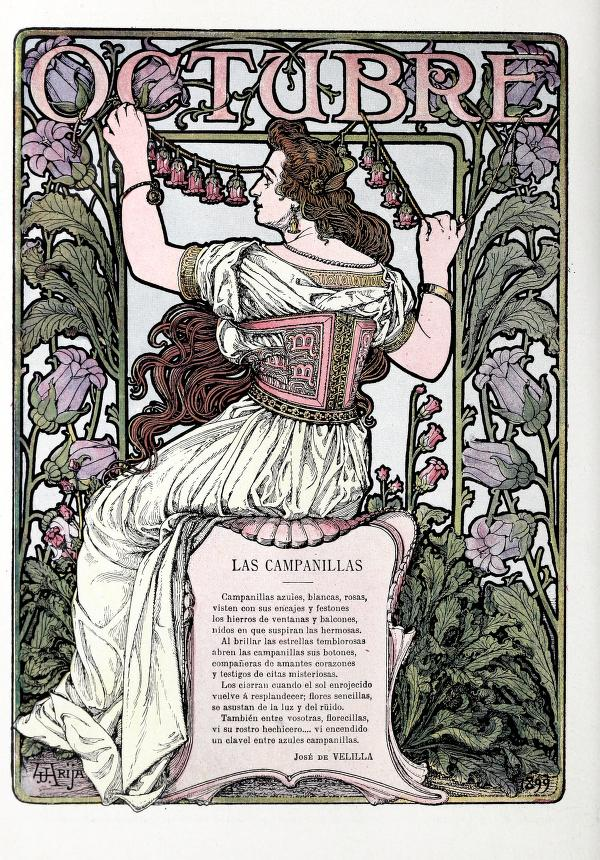
«Octubre», en el Almanaque de 1900, de Arija.

Según Trenc Ballester, las corrientes modernistas aparecen por primera vez en las artes gráficas madrileñas en 1896, con las aportaciones del artista italiano Giuseppe Eugenio Chiorino a la revista Blanco y Negro. Dos años después acuden a la capital Lluís Bonnín i Martí, Ramón Casas, Ricardo Marín Llovet y Javier Gosé, todos ellos representantes del modernismo catalán, para trabajar en la publicación Madrid Cómico. Uno de ellos, Ricardo Marín Llovet, decide incluso establecerse en Madrid, donde interviene en diferentes semanarios y realiza las ilustraciones del libro modernista Hamlet y el cuerpo de Sarah Bernhard, que el escritor madrileño Gregorio Martínez Sierra saca a la luz en 1905.
Pero es a partir de 1899 cuando se afianza el estilo, gracias la propia evolución gráfica de Blanco y Negro, que asume plenamente los principios modernistas tras incorporar en su plantilla a José Arija Saiz y Eulogio Varela Sartorio. Este último, considerado como una figura fundamental de las artes gráficas españolas y particularmente del grafismo modernista, propaga el estilo a otras revistas ilustradas en las que colabora (Revista Moderna, Revista de fotografía, La Ilustración Española y Americana, Renacimiento latino, etc.) y lo extiende también al cartelismo, la publicidad y la ilustración de libros, además de a las artes decorativas, como diseñador de murales, telas, muebles, vidrieras, papeles pintados, joyería o cerámica.
Eulogio Varela desarrolla un estilo particular y propio a partir de referentes catalanes, como Alexandre de Riquer, y continentales, como el checo Alfons Mucha, en el que no faltan influencias del prerrafaelismo inglés y del japonesismo. El eterno femenino, mostrado poética y sensualmente, centra un repertorio temático en el que también son abundantes símbolos que, como las flores, los cisnes, los pavos reales o las mariposas, son recurrentes en el dibujo modernista.

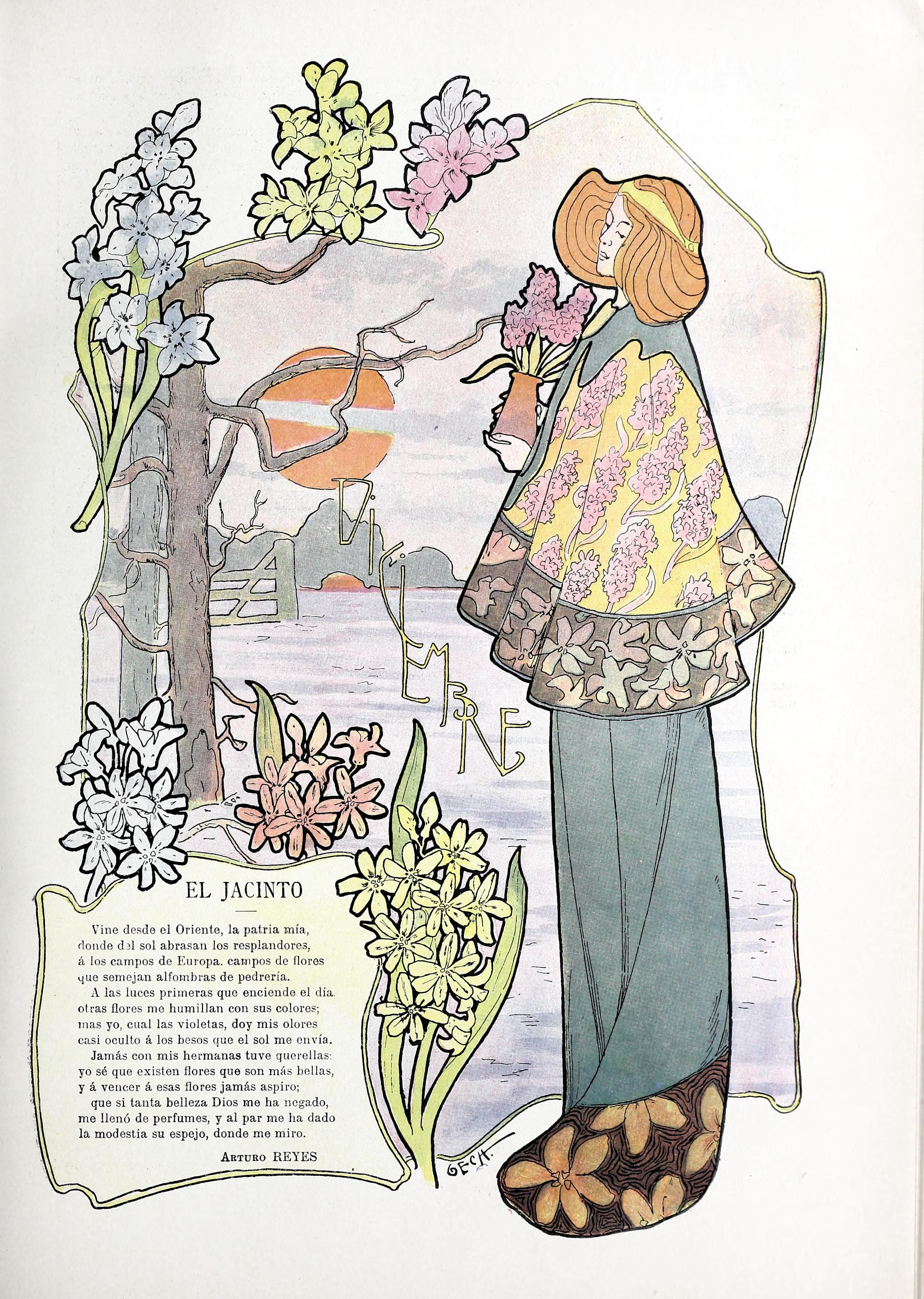
Ilustración de Giuseppe Eugenio Chiorino ("Gech") del mes de diciembre para el almanaque de 1900 de la revista Blanco y Negro

De su labor como ilustrador en Blanco y Negro cabe señalar, por su significación, las portadas de los números 424 (la primera que hace a color para la revista), 560 y 606, así como el Almanaque de 1900, integrado por doce dibujos sobre motivos florales, que realiza junto a Arija y Chiorino. La mayor parte de sus originales para la citada publicación, alrededor de un millar, se conserva en el Museo ABC.
Otros artistas radicados en la capital que se adscriben al modernismo en sus trabajos como ilustradores son Cecilio Plá, Adolfo Lozano Sidro, Ángel Díaz Huertas, Inocencio Medina Vera, Joaquín Xaudaró y Santiago Regidor, entre otros. Mención especial merece el polifacético autor madrileño Arturo Mélida (cultiva la arquitectura, la pintura, la escultura y la decoración de interiores), que, dentro de su eclecticismo, se adentra en la estética modernista en trabajos como el Almanaque de 1900, que le encarga la Unión Española de Explosivos, una compañía con sede en la calle de Villanueva de Madrid.

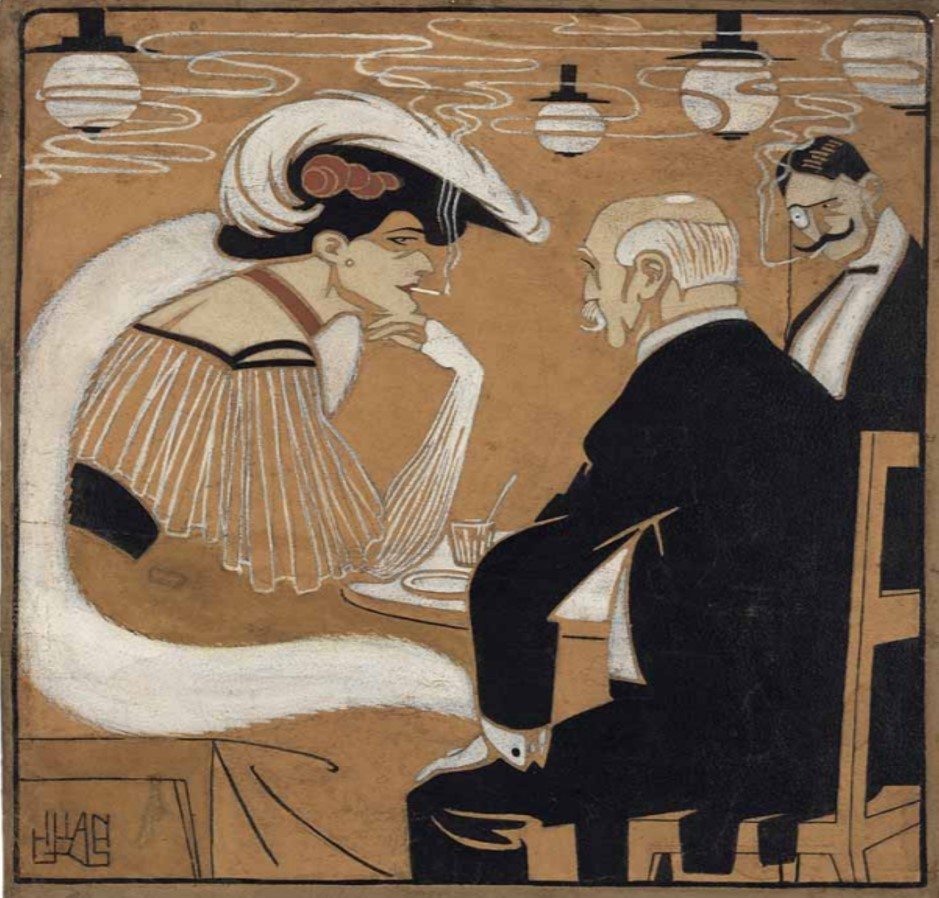
Ilustración de Juan Gris publicada por la revista ¡Alegría! el 1 de mayo de 1907.

También Juan Gris asimila este estilo durante su juventud, en sus distintas colaboraciones para las revistas Madrid Cómico, ¡Alegría! y Blanco y Negro, donde coincide con Varela en los números 786 y 803. Incluso Pablo Ruiz Picasso se involucra en la difusión del movimiento por la ciudad, cuando en enero de 1901 acude a Madrid, llamado por su amigo Francisco de Asís Soler, para participar en la fundación de la revista modernista Arte joven, de la que es director artístico en sus tres primeros números.

#### Cartelismo
En relación con el cartelismo, el movimiento modernista penetra de manera más moderada que en las revistas ilustradas, ante la fuerza que todavía mantiene el eclecticismo dentro de este ámbito. No obstante, se observa un cierto desarrollo de la mano de instituciones como el Círculo de Bellas Artes y empresas periodísticas como El Liberal y Blanco y Negro, que convocan varios concursos de carteles a principios del siglo XX. De nuevo es Eulogio Varela quien se destaca en este campo, con el cartel ganador del Baile de Máscaras de 1904, organizado por la primera entidad citada.
En la segunda década del siglo XX el cartelismo madrileño queda vinculado a la publicidad, gracias a compañías que, como las perfumerías Inglesa, Gal y Floralia, o la fábrica cervecera El Águila, recurren a este tipo de soportes para difundir sus productos. Se trata de un periodo de transición entre el modernismo y las vanguardias, como avala la propia evolución de Salvador Bartolozzi, Federico Ribas y Rafael de Penagos, considerados los máximos exponentes de la ilustración madrileña y española en ese momento, que incorporan en sus primeras obras rasgos modernistas para posteriormente abrazar otros estilos, preferentemente el art decó.

### Pintura

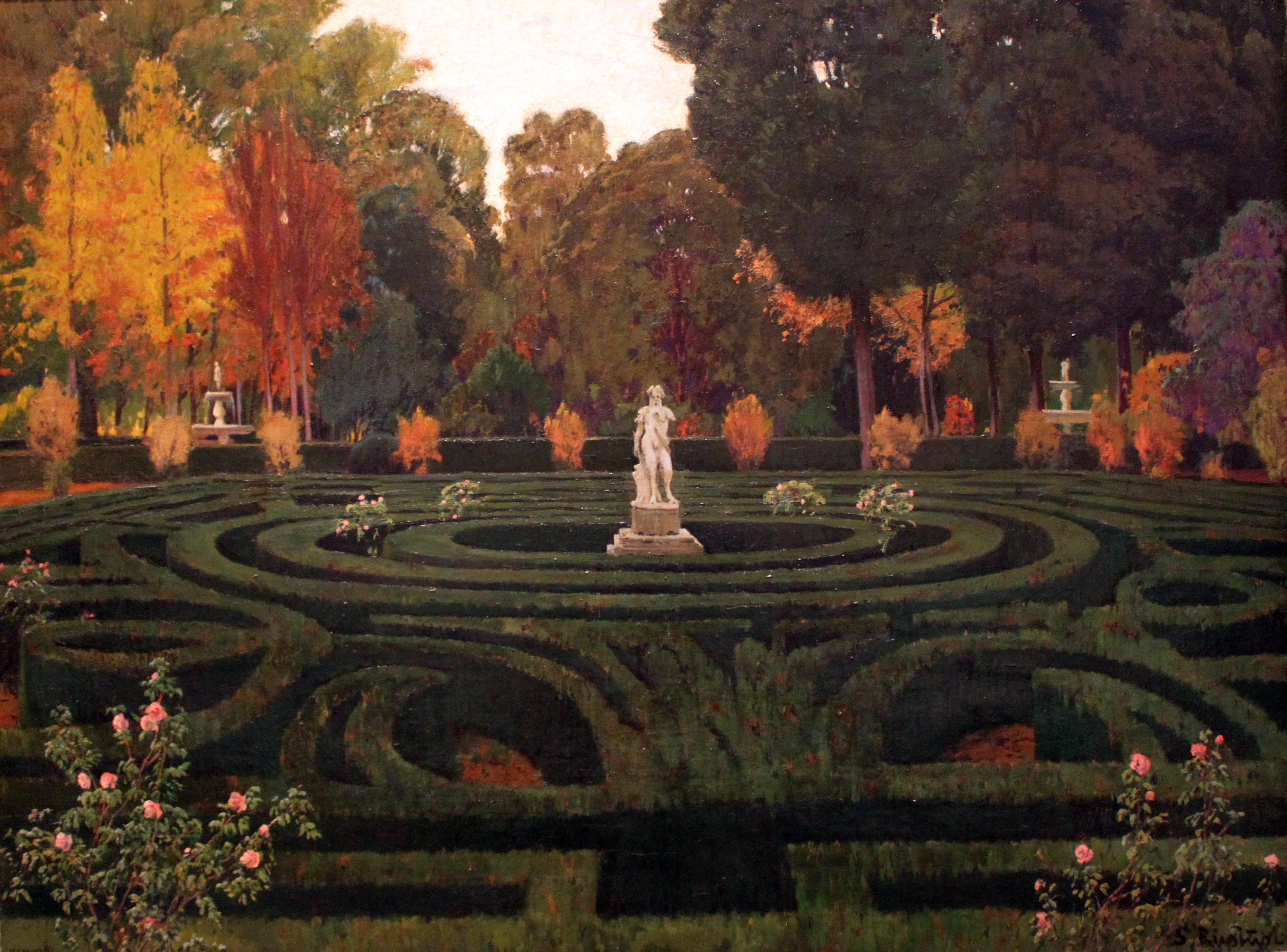
Jardín de Aranjuez. Glorieta II (1907), de Santiago Rusiñol. Museo Nacional Centro de Arte Reina Sofía (Madrid).

Dentro de este apartado alcanza una especial relevancia la pintura decorativa, si bien perviven escasas muestras. Las pinturas más antiguas que se conservan, consideradas bien modernistas, bien premodernistas en función de las fuentes, son las del Salón de Actos del Ateneo de Madrid, que Arturo Mélida termina en 1883 y que se anticipan más de diez años al proyecto ornamental de la antigua sede de Blanco y Negro, el hito que suele establecerse como el arranque del modernismo madrileño.
Pese a haber sido remodelado como centro comercial, este último edificio aún mantiene los trabajos pictóricos de José Arija Saiz, a quien también se deben las pinturas que adornan las sobrepuertas del Salón Real del Casino de Madrid. Otro conjunto de interés es el de la Casa de Pérez Villaamil, realizado por la Casa Watteler. 
Entre las obras perdidas figuran los murales del desaparecido Parque de Diversiones de Ciudad Lineal, cuyos artífices son Andrés Minocci, Miguel Uceta, Faustino Fuentes y Santiago Regidor, y los de la vaquería de la calle de san Joaquín, demolida en 2007, pintados por Antonio Chaves Martín.
Más allá de su vertiente decorativa, la pintura como tal tiene un desarrollo muy limitado, con aisladas manifestaciones que, por lo general, provienen de artistas vinculados a otros focos modernistas. En este sentido, cabe citar a Santiago Rusiñol, uno de los pintores más importantes del modernismo catalán, que dedica a Aranjuez, donde pasa los últimos meses de su vida, varios paisajes, integrados dentro de la serie Jardines de España. 
También Pablo Ruiz Picasso se inspira en el parque del Retiro madrileño en un pequeño cuadro de influencia modernista, que plasma durante una de sus estancias en la capital. Por su parte, el pintor y grabador vasco Leandro Oroz realiza hacia 1925 el retrato Antonio Machado y su musa, a quien conoce en la tertulia del Nuevo Café de Levante, de Madrid. Se trata de una composición tardomodernista, en la que se aprecian algunas referencias simbolistas.
| Obra                                                                                    | Autor                            | Fecha  | Descripción | Imagen |
| --------------------------------------------------------------------------------------- | -------------------------------- | ------ | --- | --- |
| Decoración pictórica del Salón de Actos del Ateneo de Madrid (Madrid)                   | Arturo Mélida y Alinari (pintor) | 1883   | Concluidas en 1883, un año antes de inaugurarse la sede del Ateneo de Madrid de la calle del Prado, las pinturas están integradas por varios retratos, correspondientes a los distintos presidentes de la institución, y una serie de óleos, cosidos y pegados al techo, que cubren una superficie de 220 m². En estos últimos quedan representadas las diferentes ramas del saber mediante figuras femeninas, cuyas formas recortadas y colores planos informan de un temprano lenguaje modernista que, no obstante, todavía arrastra códigos clasicistas. Destaca la pieza dedicada a la pintura, donde se observa un claro japonesismo, una de las corrientes que más influyen en las artes pictóricas modernistas. | |
| Decoración pictórica del Salón de Fiestas de la antigua sede de Blanco y Negro (Madrid) | José Arija Saiz (pintor)         | ¿1898? | El pintor José Arija Saiz, que forma parte de la plantilla de Blanco y Negro, asume el encargo de decorar el Salón de Fiestas de la propia sede del semanario, situada entre la calle de Serrano y el paseo de la Castellana. Realiza el trabajo probablemente en 1898, cuando concluyen las obras del edificio, y se sirve de los tradicionales medallones renacentistas, un motivo muy recurrente en los primeros ilustradores modernistas, para plasmar en el techo y en las sobrepuertas diversas alegorías (alusivas a la ilustración, a la literatura, a la revista...), por medio de figuras femeninas. Todo ello acompañado de numerosos motivos vegetales, en la más pura línea art nouveau.                  | [[File:Medalla decorativa del techo del Salón de Fiestas, por José Arija, la nueva casa de Blanco y Negro, La Ilustración Española y Americana, 15-02-1899.jpg\|290px\|alt={{{Alt\|]] |

## Literatura

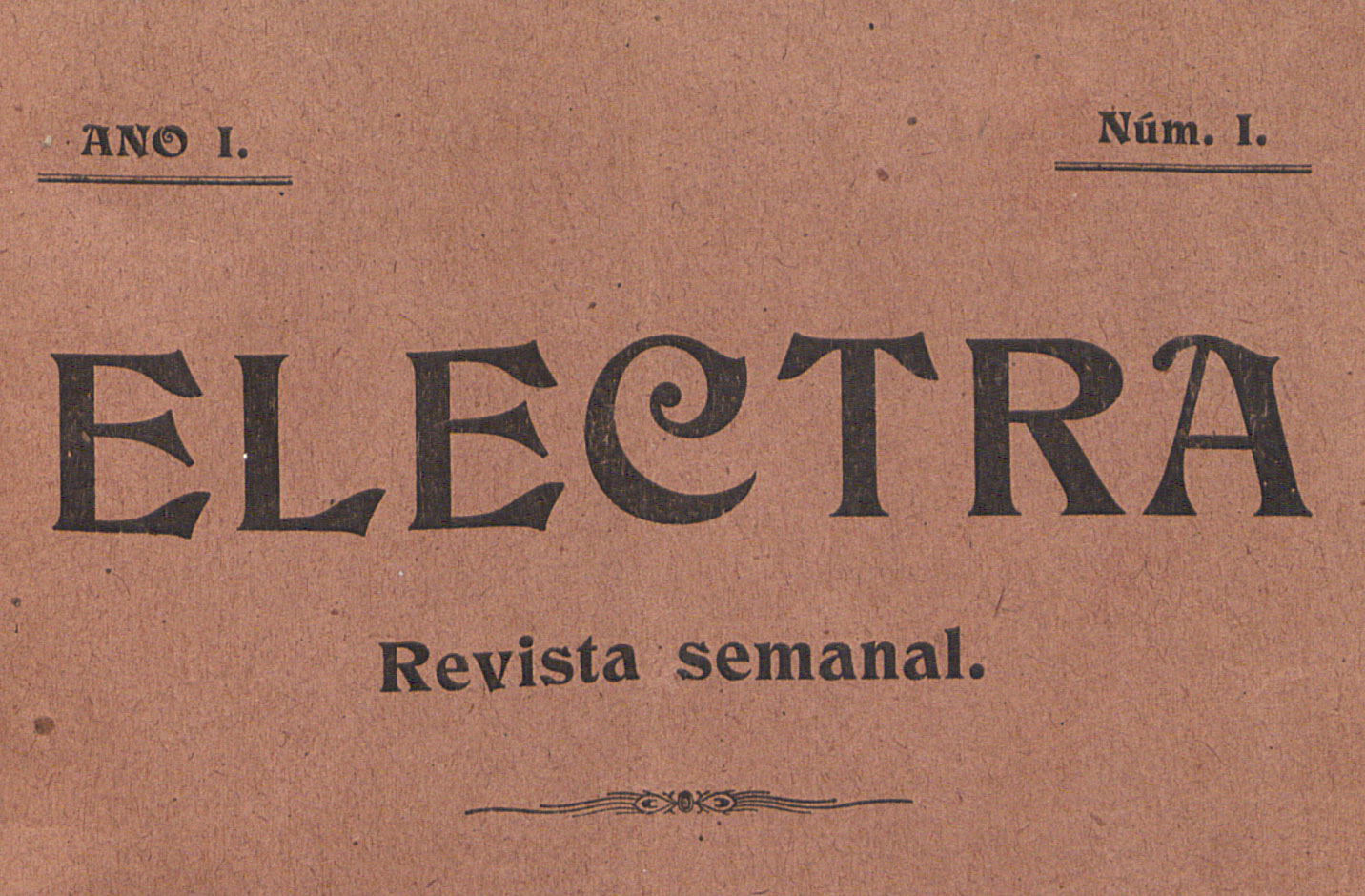
Número 1 de la revista Electra.

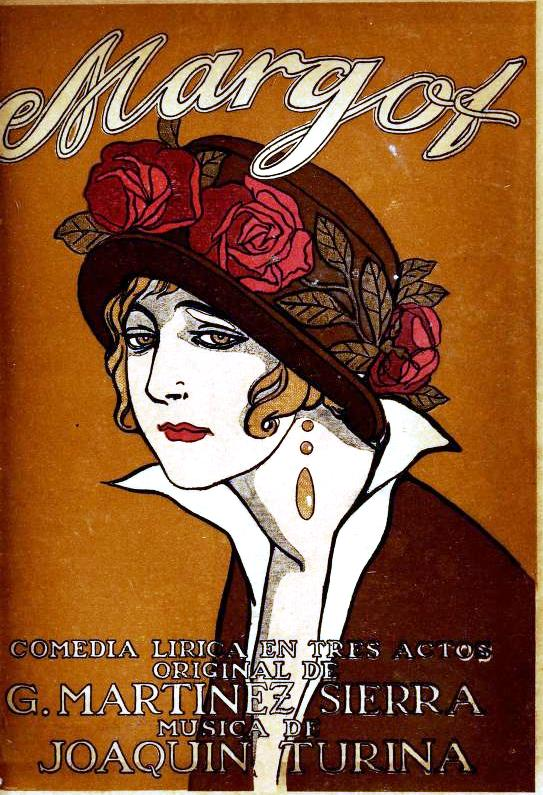
Edición modernista de la ópera Margot (1914). Gregorio Martínez Sierra no solo escribe el libreto, sino que también procede a su publicación, a través de la Editorial Renacimiento, de su propiedad. La música es de Joaquín Turina.

Madrid no solo es el principal escenario donde se forja la literatura española modernista, sino que, a juicio de José Pedro Vizioso, la propia ciudad condiciona la configuración y trayectoria del movimiento, dadas sus conexiones con la bohemia capitalina. Según este investigador, además de por la poesía hispanoamericana, el modernismo literario español está influenciado por el simbolismo francés, que, al materializarse en un discurso bohemio, no podría entenderse fuera del espacio urbano, en este caso, madrileño.
Aunque historiográficamente se suele considerar que el modernismo penetra en España a partir de 1898, cuando Rubén Darío llega al puerto de Barcelona para después establecerse en Madrid, realmente se trata de un elemento catalizador, ya que desde mucho antes se congrega en la capital un foco creativo de gran actividad, definido por la crítica como premodernista. Entre sus integrantes se encuentran Manuel Reina, Ricardo Gil, Manuel Paso y, muy especialmente, Salvador Rueda.
Más adelante se les unen literatos ya abiertamente modernistas que, como Juan Ramón Jiménez, Ramón María del Valle-Inclán, Jacinto Benavente, Manuel Machado, Emilio Carrere, Eduardo Marquina, José Ortiz de Pinedo, Rafael Cansinos o Francisco Villaespesa, realizan una decidida defensa de la causa, dentro de un encendido debate, desarrollado en los círculos intelectuales madrileños, sobre la necesidad de renovación de las letras españolas.
Casi todos ellos participan, en marzo de 1901, en la fundación de la revista Electra, considerada la primera publicación modernista surgida en España en el ámbito literario, en la que se aboga por un cambio en las artes, al tiempo que se critica abiertamente la sociedad, la política, el periodismo e, incluso, la religión. Esta revista es la que saca a la luz los primeros versos de Manuel y Antonio Machado, anticipándose a Alma y Soledades, sus respectivos primeros libros.
En febrero de 1902 Valle-Inclán deja sentados los principios del movimiento, al publicar un artículo en La Ilustración Española y Americana, en el que, a modo de manifiesto, hace un alegato a favor de la nueva literatura, no por sus "extravagancias gramaticales y retóricas", sino por lo que contribuye al mundo de las sensaciones. Según sus propias palabras, "la condición característica de todo el arte moderno, y muy particularmente de la literatura, es una tendencia a refinar las sensaciones y acrecentarlas en el número y en la intensidad".
Una figura fundamental es el escritor y editor Gregorio Martínez Sierra, que, a juicio de David Vela, encarna el perfil de empresario-poeta. Sus iniciativas editoriales responden al principio modernista de integración de todas las expresiones artísticas y van dirigidas a dignificar el libro, al que concibe como una obra de arte en sí mismo, no solo en lo que respecta a su calidad literaria, sino también a su presentación y edición (portada, tipografía, ilustraciones, encuadernación...). A Martínez Sierra también se deben publicaciones que, como las revistas Helios, Vida Moderna y Renacimiento, desempeñan un papel clave en la difusión de las corrientes modernistas.